# IC 511
IC 511 је лентикуларна галаксија у сазвјежђу Жирафа која се налази на листи објеката дубоког неба у Индекс каталогу.
Деклинација објекта је + 73° 29' 12" а ректасцензија 8h 40m 49,7s. Привидна величина (магнитуда) објекта IC 511 износи 13,6 а фотографска магнитуда 14,5. IC 511 је још познат и под ознакама UGC 4510, MCG 12-9-3, CGCG 331-55, CGCG 332-2, PGC 24397.